# Облепиха крушиновидная
Облепи́ха крушинови́дная, или круши́новая (лат. Hippóphaë rhamnóides) — двудомный кустарник или дерево, вид рода Облепиха (Hippophaë) семейства Лоховые (Elaeagnaceae). Распространён в умеренном климате Евразии.
Ценное лекарственное и декоративное растение. В качестве целебного растения использовалась с древних времён. Упоминания об облепихе можно встретить в трудах древнегреческих учёных и писателей.

## Название
Латинизированная форма греческого названия растения hippophaë происходит от hippos — лошадь и phaos — блеск: считалось, что лошади, выкормленные листьями облепихи, имели особо блестящую шкуру; латинизированный видовой эпитет rhamnoides происходит от названия крушины — rhamnos и oides — подобный.

### В русском языке
Своим названием облепиха обязана тому, что плоды её плотно облепляют или усыпают ветви деревца.
Другие названия: восковуха, дереза, ракитник, песчаная ягода.

## Ботаническое описание

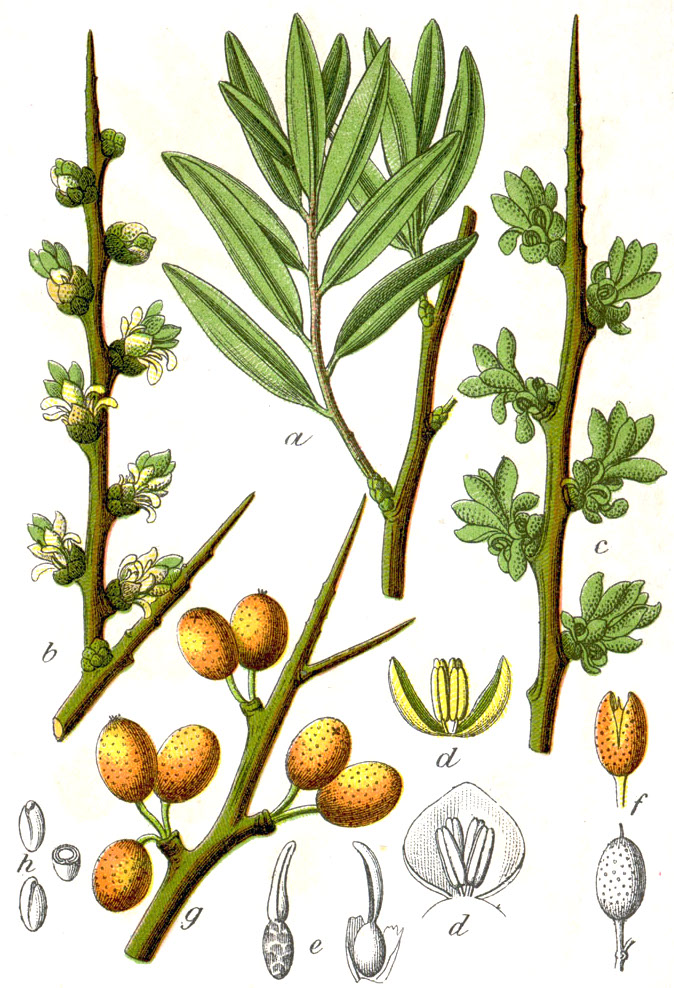

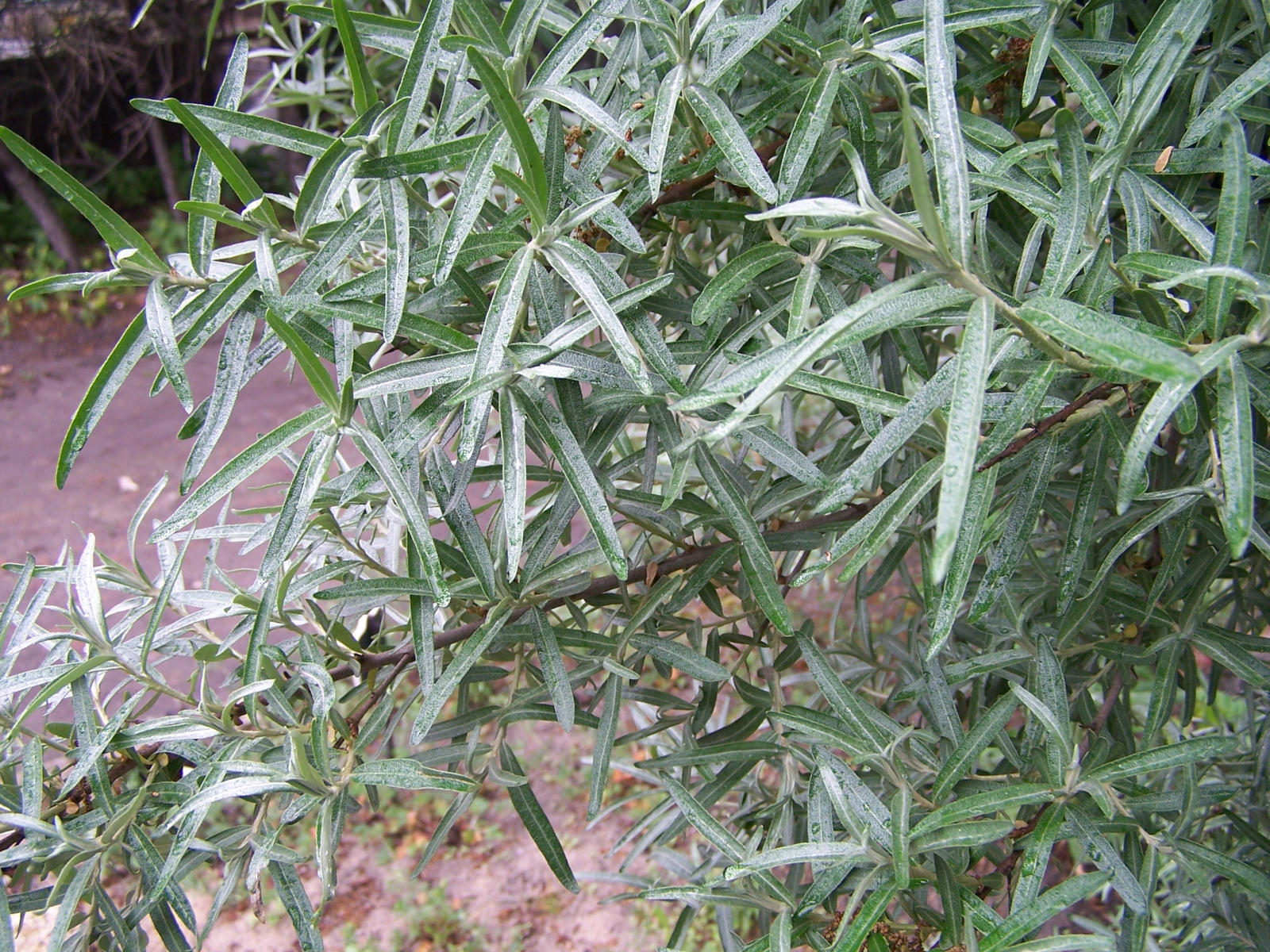
Листья облепихи крушиновидной

Многоствольный листопадный кустарник, реже дерево, высота которого достигает обычно 1—3 м, а иногда 3—6 м, до 15 м. Молодые побеги серебристые, опушённые; многолетние — покрыты тёмно-бурой, почти чёрной корой. Укороченные побеги с многочисленными длинными колючками. Побеги разного возраста создают округлую, пирамидальную или раскидистую крону.
Корневая система облепихи развивается близко к поверхности, не глубже 40 см, распространяясь на широкой площади. Корневую систему составляют скелетные, полускелетные, слабоветвящиеся корни, на которых образуются клубеньки, содержащие азотфиксирующие бактерии.
Листья очерёдные, простые, линейные или линейно-ланцетовидные, сверху серовато-зелёные, снизу буровато- или желтовато-серебристо-белые.

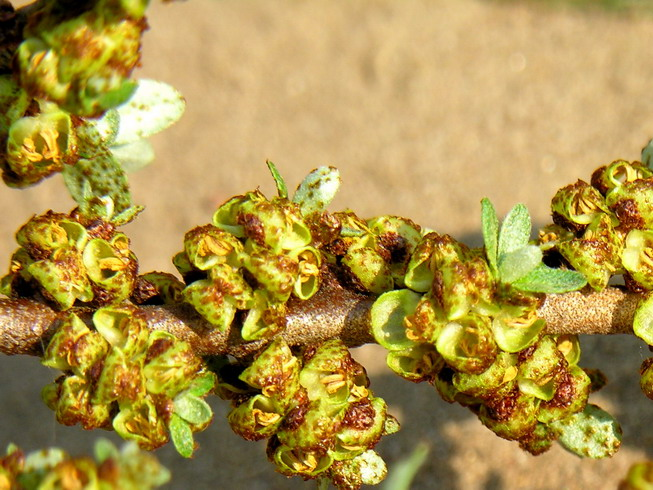
Цветки

Облепиха — двудомное растение, на одних кустах вырастают женские цветки, из которых образуются плоды, на других — мужские, пыльца которых опыляет с помощью ветра женские цветки. Цветки правильные, с простым чашечковидным околоцветником; тычиночные цветки собраны в короткие соцветия — колосья; пестичные расположены в пазухах веточек и колючек, на очень коротких цветоножках.
Формула цветка: {\displaystyle \ast K_{(2)}\;C_{0}\;A_{4}\;G_{0}} и {\displaystyle \ast K_{(2)}\;C_{0}\;A_{0}\;G_{\underline {1}}}
Плоды овальные или круглые гладкие костянки желтовато-золотистого, красного или оранжевого цвета, с одной косточкой, блестящие, сочные, со своеобразным вкусом и запахом, напоминающим запах ананаса. Косточка продолговато-яйцевидная, иногда почти чёрная, блестящая.
Цветёт облепиха в апреле — мае. Плоды созревают в августе — сентябре. Плодоношение начинается на 3—4 год после посадки, в среднем один куст даёт 10—12 кг плодов.
В культуре размножается стратифицированными семенами, корневой порослью, черенками.

## Распространение и экология

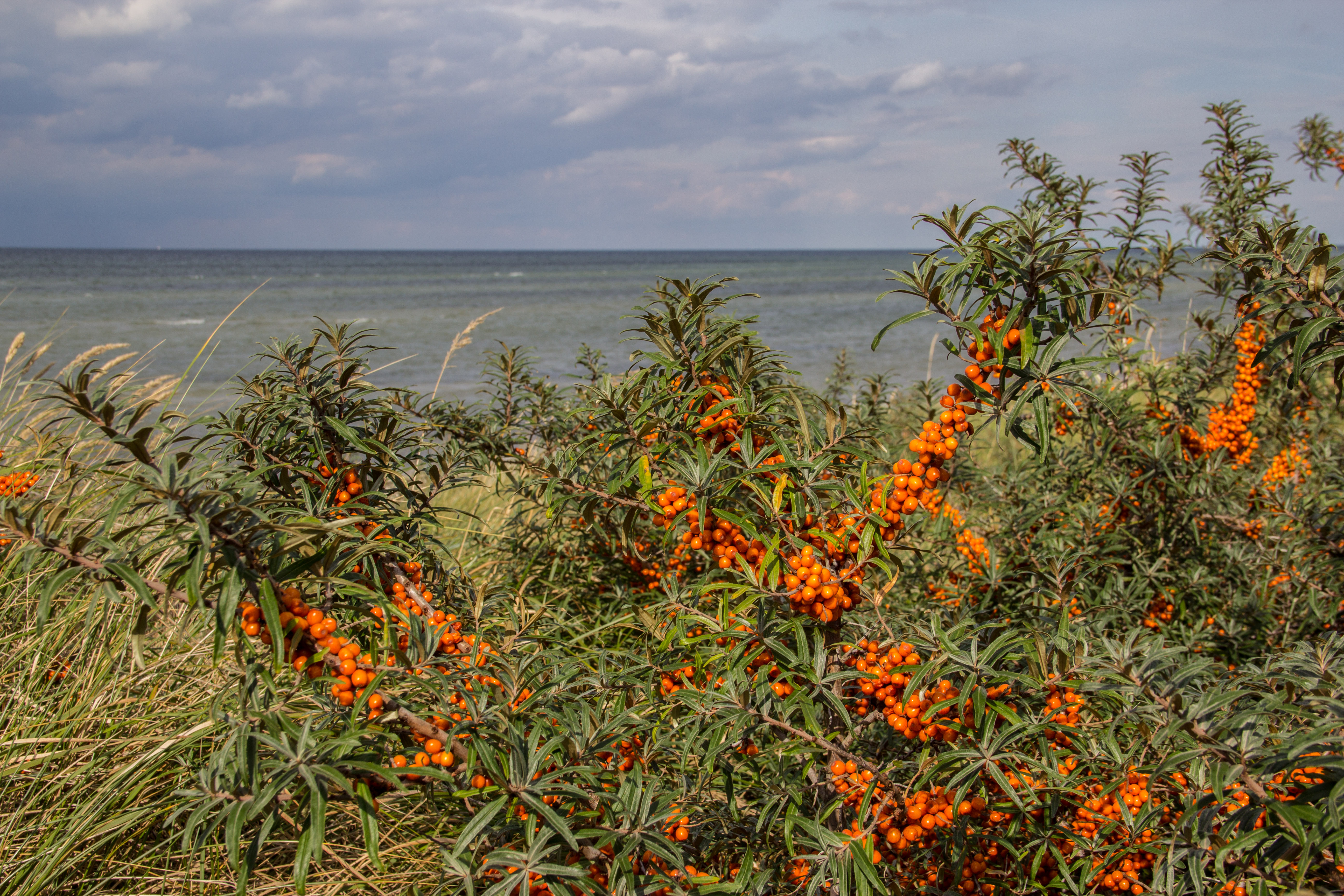
Облепиха крушиновидная на острове Пёль

В диком состоянии распространена на всей территории Европы, на Кавказе, в Западной и Средней Азии, Монголии, Китае, заходит в тропические районы Пакистана и Индии. На территории России встречается в европейской части, на Северном Кавказе, в Западной и Восточной Сибири, на Алтае. Заросли облепихи обычно приурочены к поймам рек и берегам озёр.
Разводится в садах и парках как декоративное растение. Растение получило широкое распространение на территории России. Также облепиха крушиновидная разводится ради плодов, выведено множество сортов, выращиваемых в промышленных масштабах, причём в России главным образом — в Сибири, где по данным Всероссийской сельскохозяйственной переписи 2006 года под её посадками занято более 5 тысяч гектаров.
Облепиха — светолюбивое и морозоустойчивое растение, способно переносить морозы до 45 градусов и ниже. Облепиха предпочитает рыхлые почвы, с богатым содержанием органических веществ и фосфора. На переувлажнённых участках растение гибнет.
Морозоустойчивость облепихи позволяет выращивать её в северных районах. После того как были установлены целебные свойства плодов и масла облепихи, её стали культивировать как ценное витаминное растение и начали выращивать на приусадебных участках и на промышленных плантациях.

## Вредители и болезни
Большой урон урожаям облепихи крушиновидной в культуре наносит облепиховая муха (Rhagoletis batava), повреждающая большую часть плодов на каждом поражённом растении. Листья поражаются грибами-возбудителями вертициллёзного вилта (увядания) Verticillium albo-atrum и Verticillium dahliae и сравнительно недавно обнаруженной тлёй облепиховой (Capithophorus hippophaes).

## Химический состав

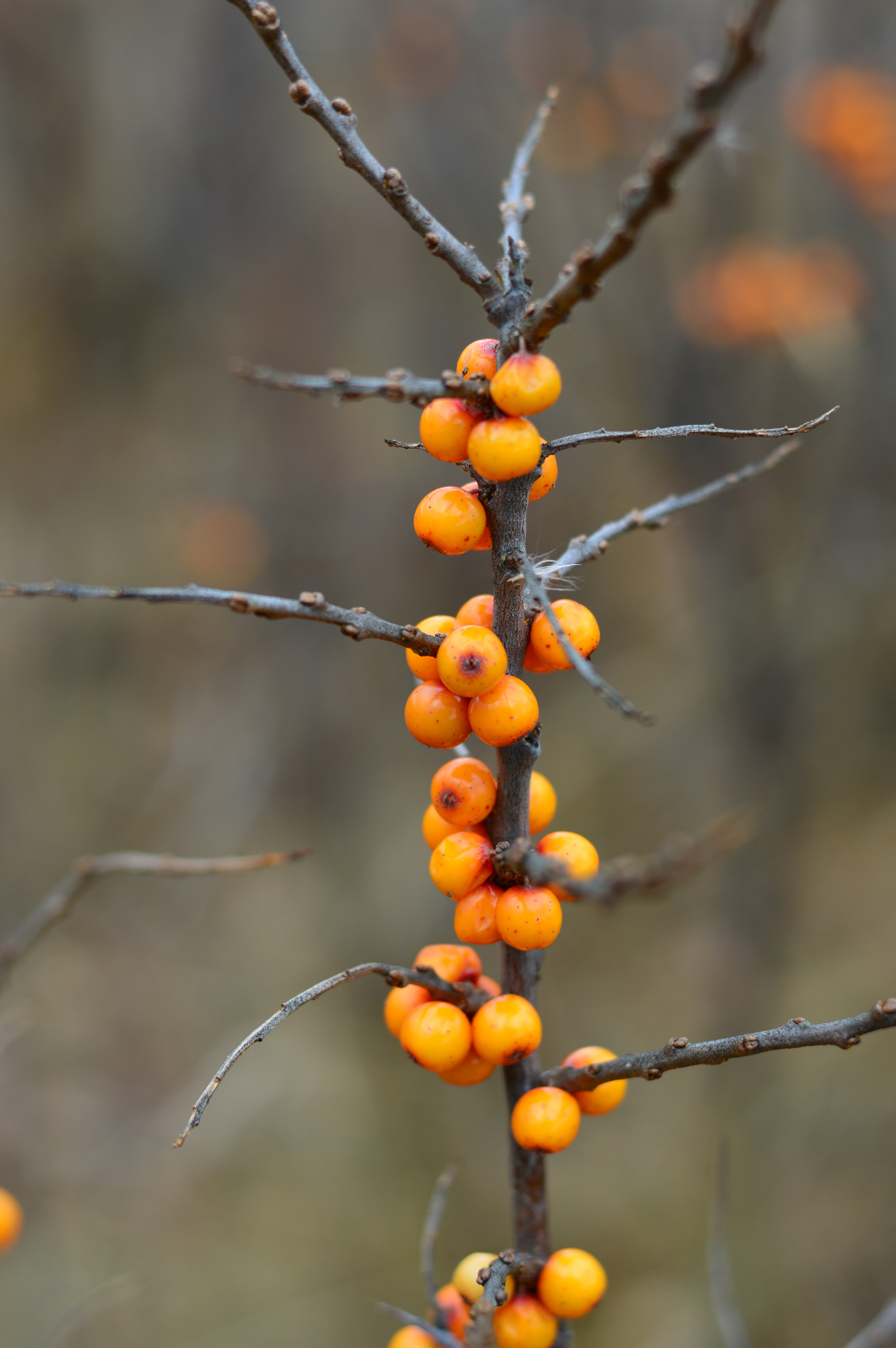
Зрелые плоды облепихи

Плоды облепихи относят к поливитаминным. Они содержат провитамины A (до 10,9 мг%) и витамины (B1, B2, B3, B6, C, E, К и др.). Плоды содержат 3—6 % сахаров (глюкоза и фруктоза), органические кислоты (до 2,5 %) — яблочную, винную и др., дубильные вещества, жёлтый красящий пигмент кверцетин, жирное масло (9 % в мякоти, 12 % в косточках). В листьях и коре найдены алкалоид гиппофаин (до 0,4 %), аскорбиновая кислота и до 10 различных дубильных веществ, в коре — до 3 % жирного масла иного состава, чем в плодах и семенах.
В плодах накапливается жирное масло, которое состоит из триацилглицеринов с насыщенными и ненасыщенными жирными кислотами, среди последних преобладают мононенасыщенные (пальмитоолеиновая, олеиновая) кислоты; пектиновые вещества, органические кислоты, дубильные вещества, флавоноиды, никотиновая и фолиевая кислоты, макро- и микроэлементы (бор, железо, цинк, медь, марганец, калий, кальций), сахара и некоторые виды растительных антибиотиков.
Масло из мякоти плодов имеет ярко-оранжевую окраску, из семян — желтоватую. Масло из семян и мякоти несколько различается по составу. Масло из мякоти плодов содержит до 0,350 % каротина и каротиноидов, тиамин и рибофлавин, в довольно большом количестве (0,165 %) токоферол и значительное количество незаменимых жирных кислот.

## Значение и применение

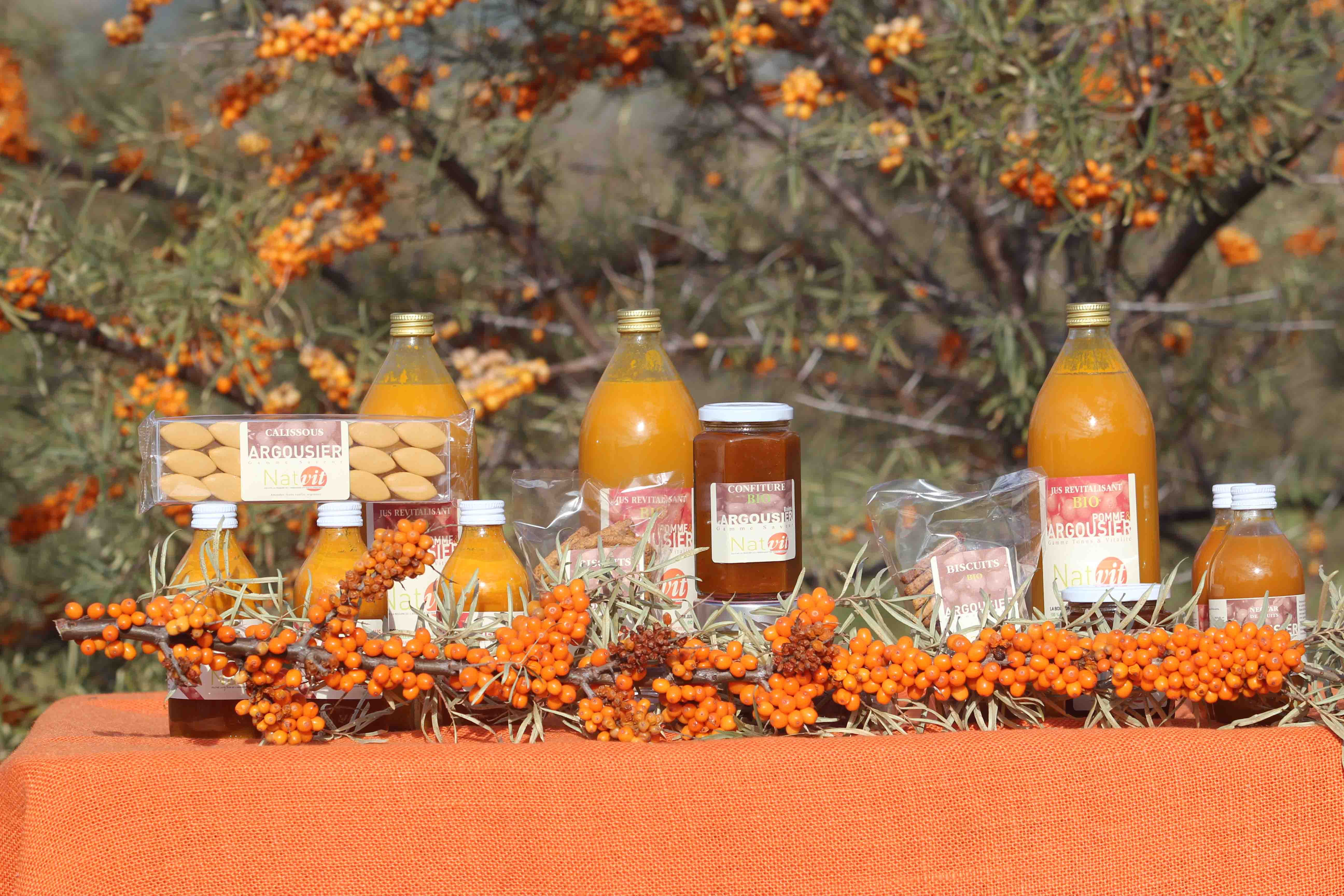
Продукты из облепихи (Франция)

### Селекция
В России облепиха крушиновидная введена в культуру НИИ садоводства Сибири по инициативе М. А. Лисавенко, где за полвека по состоянию на 2011 год выведено около 40 сортов, в том числе крупноплодные сорта Августина, Ажурная, Жемчужница и другие; такие оптимизированные по времени цветения и количеству пыльцы сорта мужских растений для эффективного опыления женских, как Алей, Гном.

### Хозяйственное значение
Плоды облепихи служат сырьём для получения пищевого продукта — сока облепихи, а высушенный жом плодов используют для получения (путём экстракции подсолнечным маслом) облепихового масла, применяемого в медицине.
Облепиху можно культивировать и как декоративное растение с красивыми, оливково-зелёными сверху и серебристыми снизу листьями. Пригодна для создания живых изгородей.
Из-за мощной корневой системы облепиха используется для закрепления склонов, оврагов, откосов и выемок железных дорог, шоссе и каналов, для укрепления песчаных почв и профилактики оползней.
В ветеринарии ветки облепихи применяют для ускорения роста шерсти у овец и для придания ей блеска.
Листья можно использовать для дубления и окраски кож. Плодами в прошлом красили ткани и шерсть в жёлтый цвет, из молодых побегов и листьев получали чёрную краску.
Растение ветроопыляемое, в его цветках практически отсутствует нектар. Так называемый в быту «облепиховый мёд» представляет собой сироп из ягод облепихи.

### Применение в кулинарии

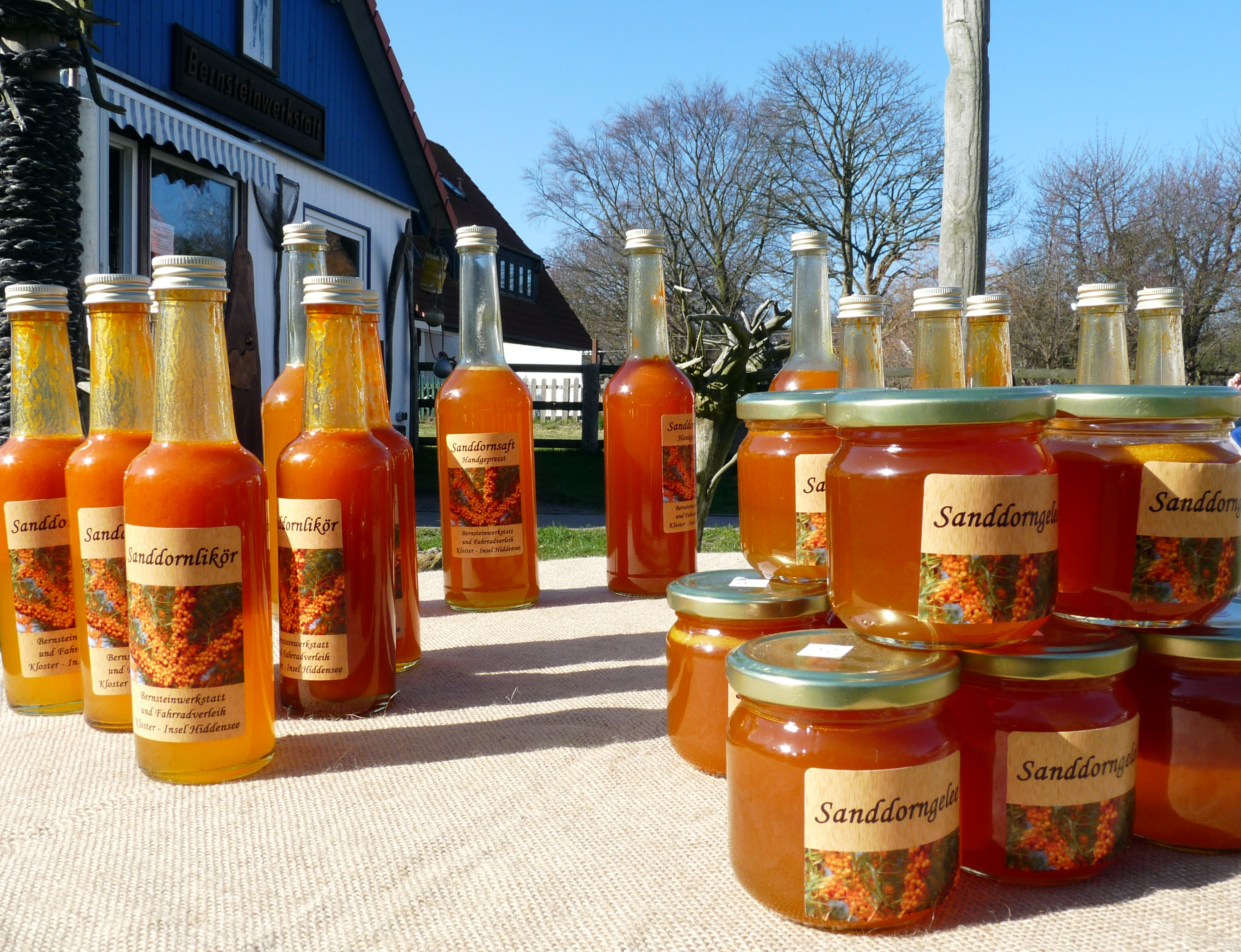
Сок, ликёр и желе из облепихи (коммуна Хиддензее, Германия)

Плоды облепихи имеют пищевое значение, их употребляют в пищу в свежем и консервированном виде в качестве пряно-ароматической и пряно-вкусовой добавки.
Из облепихи приготовляют облепиховый сок с запахом ананаса, пюре, повидло, мармелад, варенье, начинки для конфет. Сок используется для получения и ароматизации вина, прохладительных напитков, наливок, настоек; свежие плоды после промораживания несколько теряют горечь и используются для приготовления киселей, настоек и желе.

### Применение в медицине
Листья облепихи накапливают дубильные вещества, которые являются действующим началом лекарственного средства — гипорамина, обладающего противовирусной активностью. Получаемый из листьев облепихи гипорамин в форме таблеток для рассасывания применяется как лечебно-профилактическое средство при гриппе (А и В), а также при лечении других острых респираторных вирусных инфекций.
Масло обладает ранозаживляющими и болеутоляющими свойствами, его применяют для лечения чешуйчатого лишая, болезни Дарье, ожогов, обморожений, экзем, язвенной волчанки, плохо заживающих ран, трещин, некоторых болезней глаз, уха, горла, как витаминное средство при гипо- и авитаминозах, при язвенной болезни желудка и двенадцатиперстной кишки, лучевых поражений организма, в качестве профилактического средства для уменьшения генеративных изменений слизистых оболочек пищевода и желудка вследствие лучевой терапии опухолей, а также в гинекологической практике при кольпитах, эндоцервитах (Цервицит) и эрозиях шейки матки. Оно обладает питательным, противовоспалительным, регенерирующим и биостимулирующим действием, входит в препараты «Олазоль», «Гипозоль» и «Облекол».
Семена применяют как лёгкое слабительное. Наружно плоды и масло облепихи используют при сыпях, экземах, для лечения долго не заживающих ран, язв, при женских болезнях.

### Применение в косметике
В косметике из масла облепихи готовят питательные маски, которые ускоряют эпителизацию и грануляцию тканей кожи; отвар плодов и веток используют при облысении и выпадении волос.

### Применение в народной медицине
Очень широко плоды и листья облепихи используются в восточной (тибетской и древнемонгольской) народной медицине и издавна — в России.
Масло же находит внутреннее применение при авитаминозах (цинге, куриной слепоте), язвенной болезни желудка и двенадцатиперстной кишки; листья наружно употребляют в Средней Азии при ревматизмах.

### Сбор и переработка
В качестве лекарственного сырья используют плод свежий (лат. Fructus Hippophaes rhamnoides recens). Собирают плоды путём «ошмыгивания» ветвей в период их созревания, когда они приобретают жёлто-оранжевую или оранжевую окраску, упруги и при сборе не раздавливаются. Реже сбор осуществляют путём отряхивания с растений мороженых плодов после обработки куста жидкой углекислотой или жидким азотом.
Плоды в замороженном состоянии сохраняют витамины 6 месяцев.

## Таксономия
Вид Облепиха крушиновидная входит в род Облепиха (Hippophaë) семейства Лоховые (Elaeagnaceae) порядка Розоцветные (Rosales).
|  |                                      |  |                                                             |                                                             |                   |  | ещё 8 семейств (согласно Системе APG II) | ещё 8 семейств (согласно Системе APG II) |                            |  |  |  | ещё один вид, Облепиха иволистная |
|  |                                      |  |                                                             |                                                             |                   |  | ещё 8 семейств (согласно Системе APG II) | ещё 8 семейств (согласно Системе APG II) |                            |  |  |  | ещё один вид, Облепиха иволистная |
|  |                                      |  |                                                             | порядок Розоцветные                                         |                   |  |                                          |                                          | род Облепиха               |  |  |  |                                   |
|  |                                      |  |                                                             | порядок Розоцветные                                         |                   |  |                                          |                                          | род Облепиха               |  |  |  |                                   |
|  | отдел Цветковые, или Покрытосеменные |  |                                                             |                                                             | семейство Лоховые |  |                                          |                                          | вид Облепиха крушиновидная |  |  |  |                                   |
|  | отдел Цветковые, или Покрытосеменные |  |                                                             |                                                             | семейство Лоховые |  |                                          |                                          |                            |  |  |  |                                   |
|  |                                      |  | ещё 44 порядка цветковых растений (согласно Системе APG II) | ещё 44 порядка цветковых растений (согласно Системе APG II) |                   |  |                                          | ещё 2 рода, Лох и Шефердия               | ещё 2 рода, Лох и Шефердия |  |  |  |                                   |
|  |                                      |  |                                                             | ещё 44 порядка цветковых растений (согласно Системе APG II) |                   |  |                                          |                                          | ещё 2 рода, Лох и Шефердия |  |  |  |                                   |

## Прочие сведения
В 1980 году в СССР была выпущена серия из пяти марок с изображением растений, на марке номиналом 10 коп.  (ЦФА [АО «Марка»] № 5123) была облепиха крушиновидная (пример).